# Bautrend
A 2007-ben indult Bautrend egy építőipari szaklap, amely e szerteágazó területen valamennyi szakma, minden szereplője számára kínál információkat. A lap olvasóközönségét a kivitelező cégek döntéshozói és gyakorlati szakemberei alkotják. A kiadvány a szorosan vett kivitelezés mellett minden, az építőiparhoz kapcsolódó témával foglalkozik: a épületvillamosságtól a gépészetig, a biztonságtechnikától a klímatizálásig.
A lap bemutatja a környezetbarát, energiatakarékos technológiákat, ezért az ehhez kötődő információkkal, hírekkel, többek között a szigeteléssel, a megújuló energiaforrások tervezésével és alkalmazásával foglalkozik.

## Tulajdonos
Építőipari szaklap, első tulajdonosa a Geopress kft. volt. 2008 tavaszán került a HVG Press kft. tulajdonába.

## Története
2008 nyarától megjelent a bautrend.hu, kezdetben csak a papír alapú lapszámok tartalma volt rajta látható. Később, a 2008-as ősz végétől már napi frissülésű híreket szolgáltatott olvasóinak.
2009 márciusában megjelent a hírlevele.

## bautrend.hu rovatai
Építés, Gazdaság, Passzívház, Szerelés, Gép, Energia, Fenntartható, Esemény, Fejlesztés, Állásbörze

## Külső hivatkozások
A HVG Press kft. oldala a Bautrendről